# Kaple (Chmelištná)
Kaple svaté Ludmily v Chmelištné je drobná přízemní sakrální stavba stojící v obci na návsi. Je chráněna jako kulturní památka České republiky.

## Historie
V roce 1793 kapli na návsi ve Chmelištné postavila na vlastní náklady obec. Ve druhé dekádě 20. století byla kaple obcí zrenovována a v místě je prokazována úcta sv. Ludmile.

## Popis
Jedná se o zděnou kapličku se zvoničkou, postavenou na podélném půdorysu s jednoduchým pravoúhlým dřevěným portálem, římsou a trojúhelníkovým štítem v průčelí. Sedlová střecha se zvalbením v závěru nese věžičku se zvonem, který je ve 21. století nahrazen atrapou. Jde o klasický příklad drobné zděné sakrální návěsní architektury z 19. století, která je výrazně poznamenaná novodobými úpravami.